# ミロドン
ミロドン (Mylodon) は、絶滅した地上性ナマケモノ（Ground sloth）の属であり、後期更新世または完新世初期まで南アメリカ大陸に生息していた。

## 分類

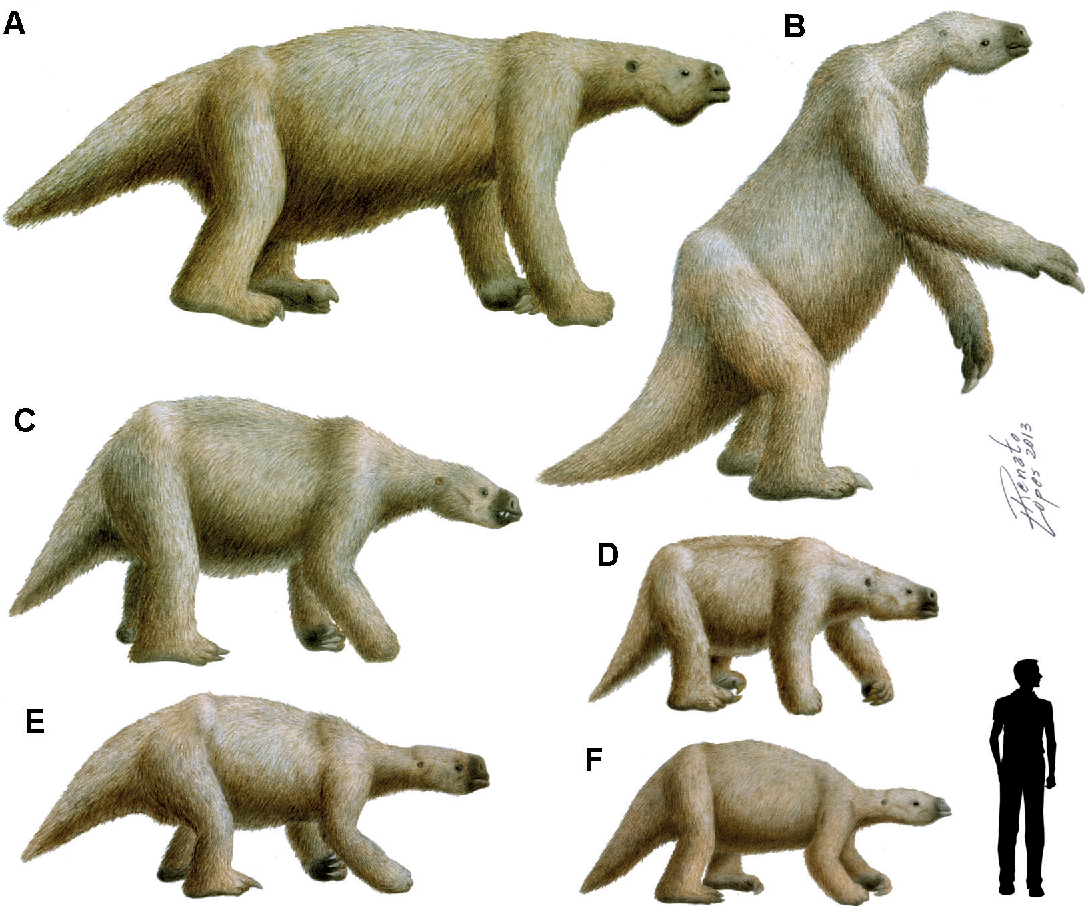
ミロドン（D）と他の大型の地上性ナマケモノ類の復元想像図。

ミロドンという属名は、ビーグル号での2度目の探検中（en）にバイアブランカの礫岩の崖でチャールズ・ダーウィンが発見したほぼ完全な下顎と歯の化石を基に、リチャード・オーウェンがダーウィンへの敬意を表して「M. darwini」と名付けた。ダーウィンはミロドンの他にもグロッソテリウム、メガテリウム、スケリドテリウムを採取しており、メガテリウム以外はダーウィンによる発見だった。また、オーウェンはグロッソテリウムとスケリドテリウムの命名も行っている。
現在ミロドン属において確認されている種は、Mylodon darwinii のみである。一方で本属には2種類が存在したことを示唆する説も存在しており、パンパのみで確認されていたのが  M. darwini、パタゴニアに分布していたミロドン類は別種の M. listai であったと指摘されている。
ミロドンの近縁の属には、同じ地上性ナマケモノであるグロッソテリウム、パラミロドン（Paramylodon）、スケリドテリウム、大型のレストドン（Lestodon）などが存在する。パラミロドンはしばしばグロッソテリウムやパラミロドンと混同されてきたが、パラミロドンの分布は更新世の北アメリカ大陸のみに限定されていた独立属である。一時はメガテリウムも近縁であると考えられてきたが、現在は別のメガテリウム科に属すると考えられている。

## 特徴

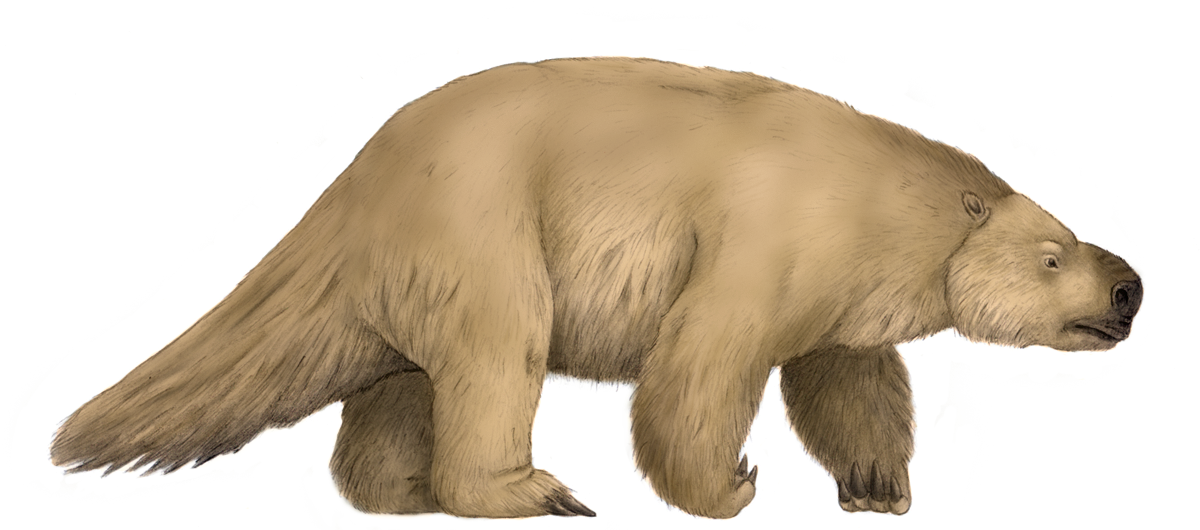
ミロドンの復元想像図。

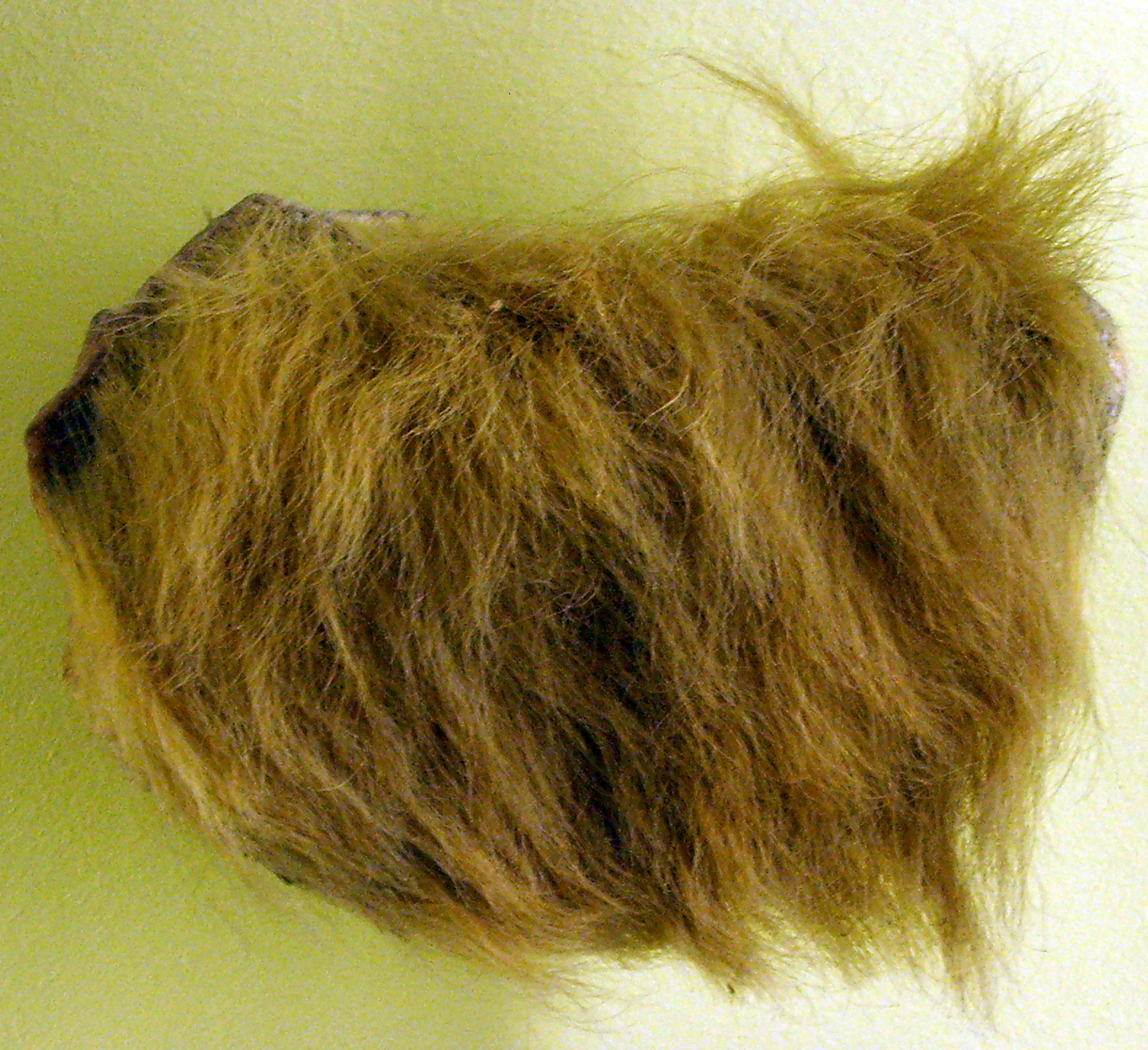
ベルリンのフンボルト博物館に展示されている毛と皮膚。

推定されるミロドンの体長は3-4メートル、体重は1-2トン前後（おそらく1.65トン）と考えられており、グロッソテリウムやパラミロドンとの類似性が強いが、レストドンよりは著しく小型である。頭蓋骨は細長い箱型であり、丈の低さと直線的な顎骨、他の地上性ナマケモノとは異なり下顎に鋭利な門歯を有していないことも特徴的である。
ミロドン属は厚い皮と（共通する祖先を持つアルマジロ類の装甲と似て）ナマケモノ類で唯一皮骨板を持ち、鎧のようになっている。この鎧と長く鋭い爪のため、崖の斜面にトンネルを掘る事が可能であり、尖頭器でなんとか皮を剥ぐことが可能な人間以外に天敵はいなかったと考えられている。
古環境と糞の化石から、ミロドンは伝統的に草原で草食をしていたと考えられてきた。しかし、生物力学や機能形態学に基づく最近の研究で、ミロドンは草食に限定されない雑食または選択食であり、またその生息地から様々な食物を選んで食べていることが示唆された。また、ミロドン属は歯の咬合範囲の狭さから口から取り入れた餌を効率的に処理（咀嚼）することができず、異なった手段でカバーしていた可能性が指摘されている。
南米大陸の広範囲に分布しており、北はボリビアから南はパタゴニアに達していた。アルゼンチンやチリで発見された様々な種から、ミロドンは広範な気候及び環境に対する耐性を持っていたことが示唆されており、乾燥帯や半乾燥帯、冷帯、湿潤帯、温帯、低山帯等の様々な気候帯で生息することが可能であったと考えられている。また、住処としてのトンネルを自ら掘るだけでなく、洞窟も利用していた可能性がある。このような住処は寒さや天敵などから身を守り、安全に子供を育てるなどの利点があったと思われる。一方で、ミロドンがスケリドテリウムやグロッソテリウムと同様にトンネルを自ら穿っていた可能性については疑問視される場合があり、木登りをすることもなかっただろうと考えられている。

## 発見

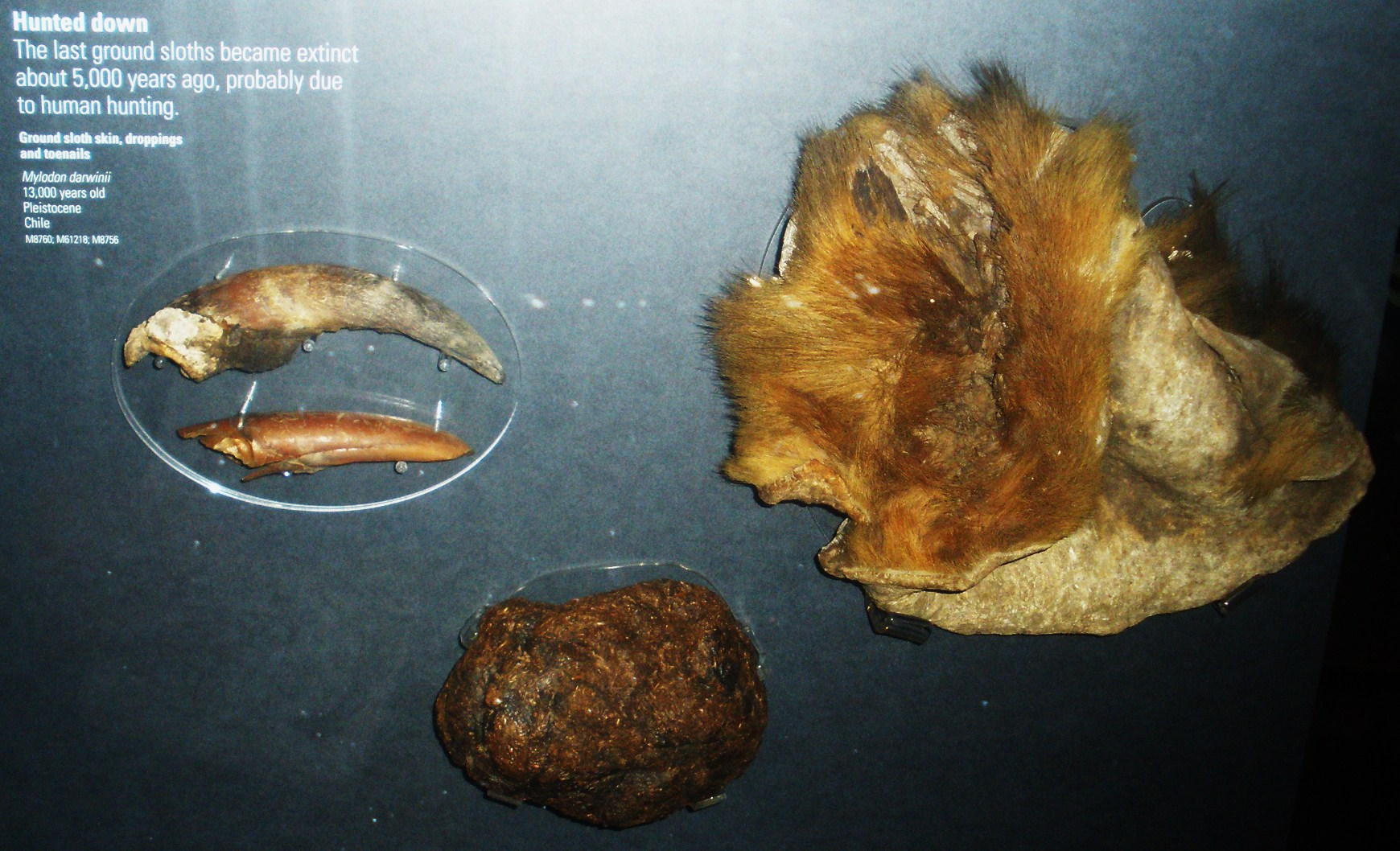
ロンドン自然史博物館に展示される足の爪と糞と皮膚。

皮や糞が様々な場所で見つかり、当初は絶滅種ではなく現存種であると考えられていた。
保存状態の良いミロドンの化石サンプルは、チリのセロ・ベニテス（Cerro Benítez）北面にあるミロドンの洞窟（Cueva del Milodón）で1896年に発見された。一緒に発見された他の動物の骨等から、このミロドンの化石は紀元前1万年より前のものであると推定された。
皮膚や糞の新鮮に見えるサンプルの発見により、20世紀初頭にミロドンの生存個体の発見を目的とした探索が試みられた。該当するサンプルは約1万年前のものだったが、発見された洞窟が非常に寒く安定した条件であったため、一見すると新鮮であるように見えたとされる。

## 絶滅

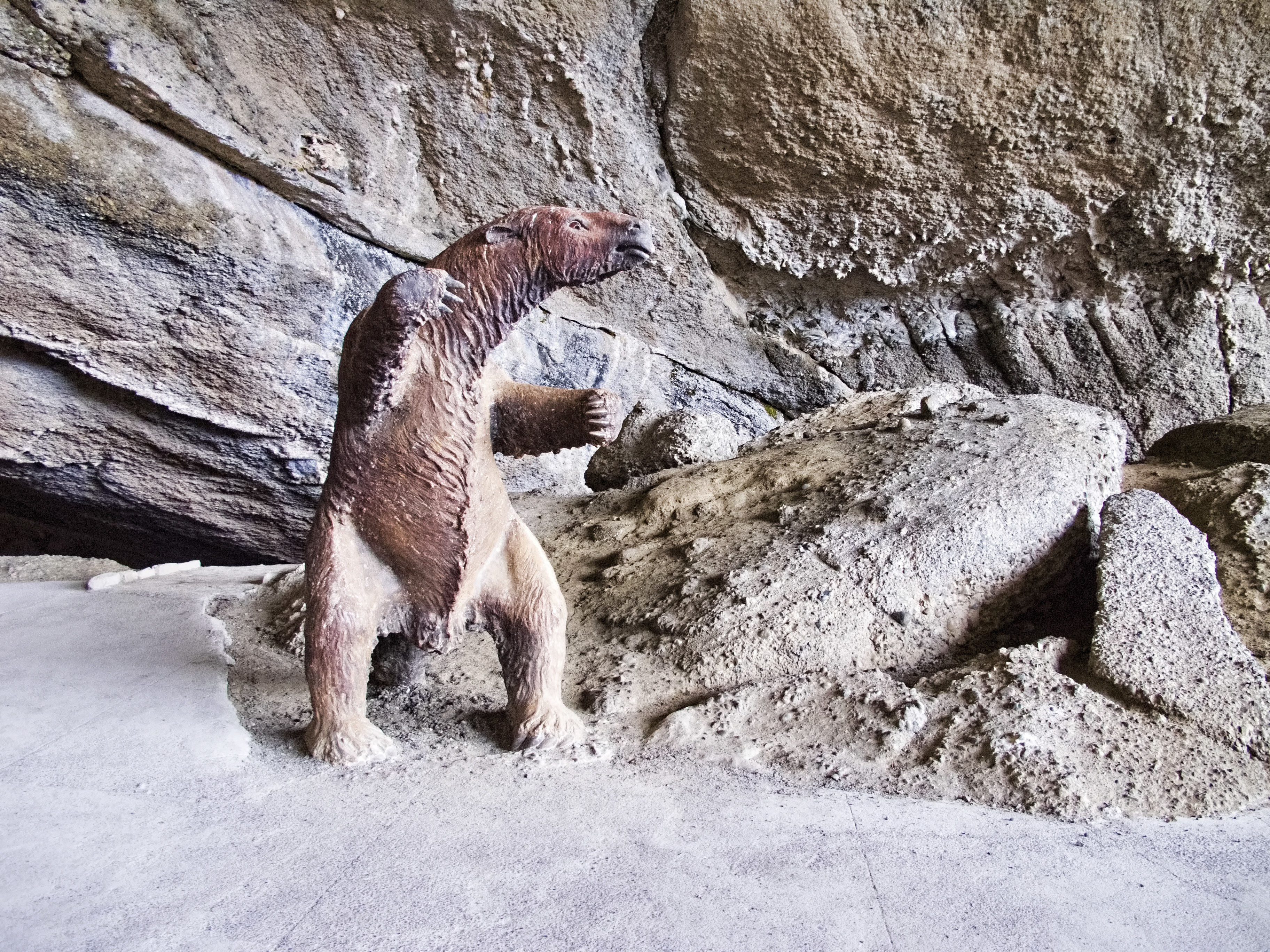
ミロドンの洞窟（en）に立つモニュメント。

ミロドンはおよそ1万2千年前から1万年前、後期更新世から前期完新世に絶滅したと考えられている。ミロドンや他の大陸産の地上性ナマケモノ類の絶滅も当時の大型動物の大量絶滅の一環であり、人類による狩猟の痕跡も発見されていることからも、北米大陸と南米大陸への人類の到達（en）によって人為的に絶滅したか、または気候変動による生息環境の変化とそれに伴う餌となる植生の減少が原因であった可能性や、あるいはこれらの複数の要因が複雑に作用した可能性もある。